# Orthobula nigra
Espèce
Orthobula nigra est une espèce d'araignées aranéomorphes de la famille des Trachelidae.

## Distribution
Cette espèce est endémique du Guangdong en Chine,. Elle se rencontre dans le xian de Renhua.

## Description
Le mâle holotype mesure 1,93 mm et la femelle paratype 2,45 mm.

## Systématique et taxinomie
Cette espèce a été décrite par He et Jin en 2024.

## Publication originale
- He, Jin, Chen & Guo, 2024 : « A new species of the genus Orthobula from Guangdong Province, China (Araneae, Trachelidae). » Acta Arachnologica Sinica, vol. 33, no 2, p. 108-111.